# Max Erdmannsdörfer
Max Erdmannsdörfer (4 de juny de 1848, Nuremberg - 14 de febrer de 1905) fou un compositor alemany.
Començà els seus estudis en la seva vila nadiua continuant-los després a Leipzig i Dresden.
El 1871 entrà en la capella reial de Sonderhausen, i el 1822 passà a Moscou, del qual conservatori en fou nomenat professor tenint com alumnes alguns que més tard foren uns bons professionals entre ells en Nikolaj Kocetov o en Traugott Ochs.
L'any 1874 es va casar amb la pianista Paulina Fichtner (1847-1916).
Com a compositor va escriure: La Princesa Ilsa, Schéewitchen, i algunes d'altres obres.